# Чарниш Василь Іванович
Чарниш Василь (1759—1822) — учасник Полтавського патріотичного гуртка кінця XVIII — початку XIX століть. Масон.

## Життєпис
Народився 1759 року. Походив із роду Чарнишів. Прадід Василя Чарниша, Іван, був генеральним суддею Гетьманщини у 1715—1725 роках.
Вступив на службу 1775 року. 1783 року переведений із військових товаришів Гадяцького полку до бунчукових. 1797 року вибраний маршалом Гадяцького повіту. 1803 року призначений генеральним суддею 1-го департаменту. Мав чини надвірного радника та дійсного статського радника.
Володів у Гадяцькому повіті 1952 кріпаками.
У 1802 році вибраний першим предводителем дворянства Полтавської губернії. Посаду обіймав до 1805 року. Після цього ще двічі (1809—1812, 1818—1820) обирався на неї.
Належав до масонської ложі «Любов до істини».
Помер 1821 або 1822 року.